# American Truck Simulator
American Truck Simulator – komputerowa gra symulacyjna stworzona przez niezależne studio SCS Software. Jej premiera została zaplanowana na 3 lutego 2016 roku, jednak ostatecznie odbyła się 2 lutego 2016. Zapowiedziana została przez studio 6 września 2013 roku.

## Rozgrywka
American Truck Simulator pozwala graczowi na przewożenie towarów między miastami Ameryki Północnej, wykorzystując w tym celu amerykańskie samochody ciężarowe. Za wykonane zadanie postać dostaje punkty doświadczenia i pieniądze. Po zebraniu odpowiedniej ilości punktów doświadczenia, gracz awansuje na kolejny poziom i może wybrać nową umiejętność lub ulepszyć wcześniej dostępne. Za zarobione pieniądze może on kupić między innymi ciężarówki i garaże. W celu szybszego zakupu ciężarówki można też skorzystać z opcji pożyczki z banku, którą później należy spłacić. Podczas jazdy gracz ma możliwość zatankowania, odpoczynku i zważenia naczepy. Łamanie prawa np. przejechanie na czerwonym świetle, bądź zbyt szybka jazda skutkuje mandatem.
Gracz ma możliwość zatrudnienia dodatkowych kierowców, którzy będą pracować w jego firmie. Każdy kierowca przypisany do garażu i posiadający ciężarówkę będzie automatycznie wykonywał zlecenia i awansował na wyższe poziomy. Istnieje możliwość powiększenia garaży w celu zatrudnienia większej liczby pracowników.
W dniu premiery gra zawierała dwa stany: Kalifornię i Nevadę. 6 czerwca 2016 roku udostępnione zostało pierwsze DLC, zawierające kolejny stan – Arizonę.

## Produkcja
Prace nad American Truck Simulator zostały oficjalnie zapowiedziane 6 września 2013 roku. Do produkcji gry użyto silnika Prism3D, który wcześniej był użyty do stworzenia Euro Truck Simulatora 2. W styczniu 2015 roku SCS Software opublikowało pierwszy materiał filmowy prezentujący rozgrywkę. Kilka dni po premierze wydano wersję demonstracyjną, w której dostępny jest obszar Kalifornii.

## Odbiór gry
Redaktor serwisu Gry-Online, Amadeusz Cyganek, przyznał grze ocenę 8,5/10 chwaląc obszerny teren rozgrywki, rozbudowane miasta i dobrą oprawę wizualną. Za mankament uznał zbytnie podobieństwo do Euro Truck Simulatora 2 i tylko dwa pojazdy w dniu premiery. Redaktor PC Gamera, Andy Kelly, również skrytykował interfejs gry, który jego zdaniem jest identyczny z tym z Euro Truck Simulatora 2. Recenzent przyznał, że American Truck Simulator podobnie jak poprzednia gra wydana przez to studio, jest relaksująca i można przy niej spędzić wiele godzin. Swoją recenzję podsumował stwierdzeniem, że pomimo małego obszaru po którym można się poruszać, gra bardzo wciąga i z czasem będzie tylko lepsza. Recenzent serwisu PPE.pl, Igor Chrzanowski, przyznał ocenę 7/10, doceniając klimat gry, wytykając jednak bardzo ograniczoną premierową zawartość.